# Alcedininae
Sous-famille
Les Alcedininae (ou alcédininés) sont une sous-famille d'oiseaux, les martins-pêcheurs sensu stricto.

## Liste alphabétique desgenres
D'après Alan P. Peterson (mais en suivant la taxinomie du COI) :
- Alcedo Linnaeus, 1758
- Ceyx Lacepede, 1799 (y compris Ispidina Kaup, 1848)
- Corythornis Kaup, 1848
- Ispidina Kaup, 1848

## Liste desespèces
D'après la classification de référence (version 2.6, 2010) du Congrès ornithologique international (ordre phylogénique) :
- Ispidina lecontei – Martin-pêcheur à tête rousse
- Ispidina picta – Martin-pêcheur pygmée
- Corythornis madagascariensis – Martin-pêcheur malgache
- Corythornis leucogaster – Martin-pêcheur à ventre blanc
- Corythornis nais – Martin-pêcheur de Principé
- Corythornis cristatus – Martin-pêcheur huppé
- Corythornis thomensis – Martin-pêcheur de Sao Tomé
- Corythornis vintsioides – Martin-pêcheur vintsi
- Alcedo coerulescens – Martin-pêcheur aigue-marine
- Alcedo euryzona – Martin-pêcheur à large bande
- Alcedo quadribrachys – Martin-pêcheur azuré
- Alcedo meninting – Martin-pêcheur méninting
- Alcedo atthis – Martin-pêcheur d'Europe
- Alcedo semitorquata – Martin-pêcheur à demi-collier
- Alcedo hercules – Martin-pêcheur de Blyth
- Ceyx erithaca – Martin-pêcheur pourpré
- Ceyx melanurus – Martin-pêcheur flamboyant
- Ceyx fallax – Martin-pêcheur multicolore
- Ceyx lepidus – Martin-pêcheur gracieux
- Ceyx cyanopectus – Martin-pêcheur à poitrine bleue
- Ceyx argentatus – Martin-pêcheur argenté
- Ceyx azureus – Martin-pêcheur à dos bleu
- Ceyx websteri – Martin-pêcheur des Bismarck
- Ceyx pusillus – Martin-pêcheur poucet